# Digitaria sellowii
Digitaria sellowii är en gräsart som först beskrevs av Carmen Mueller, och fick sitt nu gällande namn av Johannes Jan Theodoor Henrard. Digitaria sellowii ingår i släktet fingerhirser, och familjen gräs. Inga underarter finns listade i Catalogue of Life.